# Джанні Летта
Джанні Летта (італ. Gianni letta; нар. 15 квітня 1935, Авеццано) — італійський журналіст і політик, один з найближчих соратників Сільвіо Берлусконі.

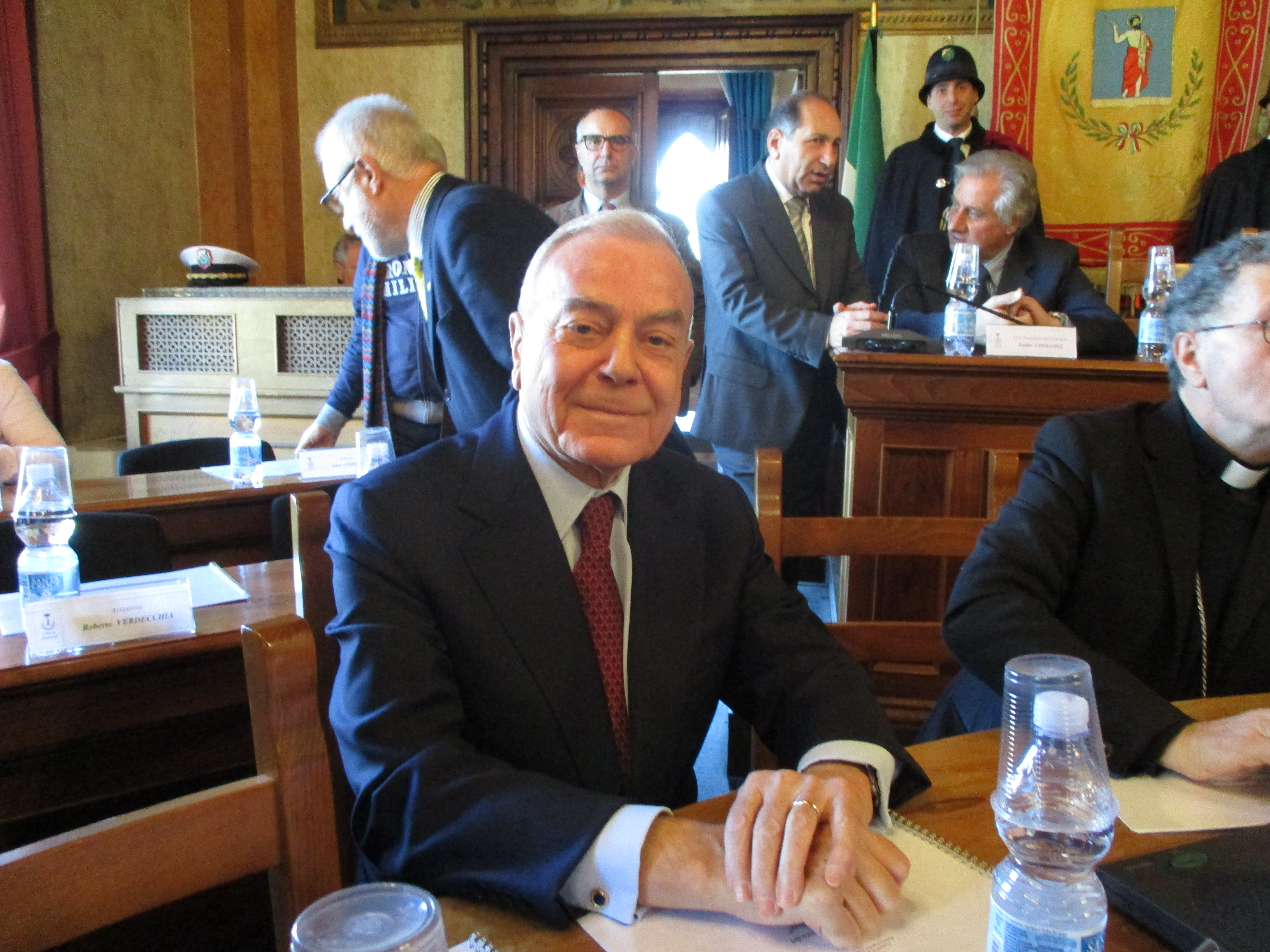
Джанні Летта

Він отримав юридичну освіту, був професійно пов'язаний з журналістикою. Працював у різних газетах, а також інформаційному агентстві ANSA і громадському телерадіомовленні RAI. З 1973 по 1987 він був редактором «Il Tempo». Після розпаду газети, пов'язаної з фінансовою групою Fininvest, контрольованою Сільвіо Берлусконі, він вів різні телевізійні програми, в основному на Canale 5.
Почав політичну діяльність у партії «Вперед, Італія». У першому уряді Берлусконі у 1994 році, він був призначений статс-секретарем у Бюро Ради Міністрів. Знову обіймав посаду у 2001–2006 рр.
У 2006 році він був офіційним кандидатом від правоцентристів на посаду президента Італії, але лівоцентристська більшість у парламенті обрала Джорджо Наполітано. Після перемоги «Народу свободи» та її союзників на дострокових виборах у 2008, Джанні Летта у четвертий раз став державним секретарем Бюро Ради Міністрів у новому уряді Сільвіо Берлусконі.
Нагороджений Великим хрестом Ордена «За заслуги перед Італійською Республікою» (2002) і є кавалером французького Ордена Почесного легіону (2009). Дядько Енріко Летти.